# 季節はずれの海岸物語 (第1作)
『季節はずれの海岸物語（第1作）』（きせつはずれのかいがんものがたり）では、1988年から1994年にかけてフジテレビで放送された同名のドラマの第1作について説明する。全シリーズについては季節はずれの海岸物語を参照。

## 放送データ
- 放送日：1988年1月1日（新春スペシャルとして放送）
- 放送時間：23:45 - 25:00
- 視聴率：11％

## 概要
以後14作続くシリーズの最初の作品である。以後出演が定着する渡辺美奈代や山本陽一らは、登場しない。
また、田代まさしと可愛かずみの2人に加え、田原俊彦、今井美樹の2人をゲストに迎え、トークをする時間が放送時間の最初と最後の数分設けられていた。

## 出演
- 圭介：片岡鶴太郎
- 真澄：石野真子
- 春文：田代まさし
- 徳子：可愛かずみ
- 伸人：黒田アーサー
- 克江：中島めぐみ
- 広美：小林ひとみ

＊太字が圭介の恋の相手

## 挿入歌
主題歌
- DESTINY／松任谷由実

劇中
- チャコの海岸物語／サザンオールスターズ
- 栞のテーマ／サザンオールスターズ
- 匂艶 THE NIGHT CLUB／サザンオールスターズ
- いなせなロコモーション／サザンオールスターズ
- 何もきかないで／荒井由実
- ミス・ブランニュー・デイ (MISS BRAND-NEW DAY)／サザンオールスターズ
- メロディ（Melody）／サザンオールスターズ
- MY FOREPLAY MUSIC／サザンオールスターズ
- C調言葉に御用心／サザンオールスターズ
- ノーサイド／松任谷由実
- いとしのエリー／サザンオールスターズ
- Ya Ya (あの時代を忘れない)／サザンオールスターズ
- グッドラック・アンド・グッドバイ／荒井由実
- 涙のアベニュー／サザンオールスターズ
- 思い過ごしも恋のうち／サザンオールスターズ
- MERRY X'MAS IN SUMMER／KUWATA BAND
- 気分しだいで責めないで／サザンオールスターズ
- Just a Little Bit／サザンオールスターズ
- ひこうき雲／荒井由実
- 私はピアノ／サザンオールスターズ
- いとしのエリー／サザンオールスターズ

最初の数分設けられていたトークに入る前にドラマのシーンの一部を放送しているときに「夏をあきらめて」（サザンオールスターズ）が流された（劇中では流れず）。

## スタッフ
- 企画 - 亀山千広（フジテレビ）、新井義春（D3 Company）
- 監修 - 秋元康（SOLD OUT）
- 脚本 - 遠藤察男（SOLD OUT）
- プロデューサー - 新井義春（D3 Company）
- 監督 - 多田羅敬二（D3 Company）
- 製作協力 - D3 Company
- 製作著作 - フジテレビ